# انجمن تولیدکنندگان صدا و تصویر
انجمن تولیدکنندگان صدا و تصویر (لهستانی: Związek Producentów Audio-Video) سازمانی است که منافع صنعت موسیقی در لهستان را ارائه می‌دهد و شعبه لهستانی فدراسیون بین‌المللی صنعت فونوگرافی (IFPI) است.